# فستیوال فلوری
فستیوال فلوری (انگلیسی: Flurry Festival) (که در قدیم فستیوال رقص فلوری نامیده می‌شد و اغلب به اختصار از آن به فلوری نام برده می‌شد) فستیوال سالیانه ای است که در آخر هفته ماه فوریه در ساراتوگا اسپرینگز، نیویورک برگزار می‌شود. این فستیوال یکی از بزرگ‌ترین رقص‌های کنترا در ایالت متحده آمریکا، و هم چنین انواع دیگر رقص محلی سنتی و موسیقی را در بر می‌گیرد، که هر سال بیش از ۵٬۰۰۰ شرکت کننده و ۴۰۰ اجرا کننده را جذب خود می‌کند. اولین بار در سال ۱۹۸۸ برگزار شد و اجرای آن را سازمان غیرانتفاعی دنس فلوری بر عهده دارد.